# Monti Byrranga
I monti Byrranga (russo, Горы Бырранга, Gory Byrranga) sono una catena montuosa situata nell'estremo settentrione della Siberia centrale, interamente oltre il Circolo polare artico.
I monti Byrranga costituiscono l'ossatura della penisola del Tajmyr e si estendono per l'intera sua larghezza (circa 1.100 km da sudovest a nordest), arrivando a estensioni trasversali massime di circa 200 km; le altezze raggiunte sono generalmente modeste, dal momento che l'intera catena culmina a 1.146 metri. I monti sono drenati da alcuni fiumi, fra i quali i principali sono il Pjasina ad ovest e il Tajmyra ad est, che dividono la catena in tre distinte sezioni (occidentale, centrale e orientale).
Il clima è rigidissimo, con temperature medie che, in alcune parti più elevate, restano sotto zero, in media, tutto l'anno; in ogni caso, le temperature medie del mese più caldo (generalmente luglio), mai superiori ai 10 °C, fanno sì che l'unica formazione vegetazionale possibile sia la tundra artica. Da questa rigidità climatica discende anche il popolamento pressoché totalmente inesistente dell'intera catena.

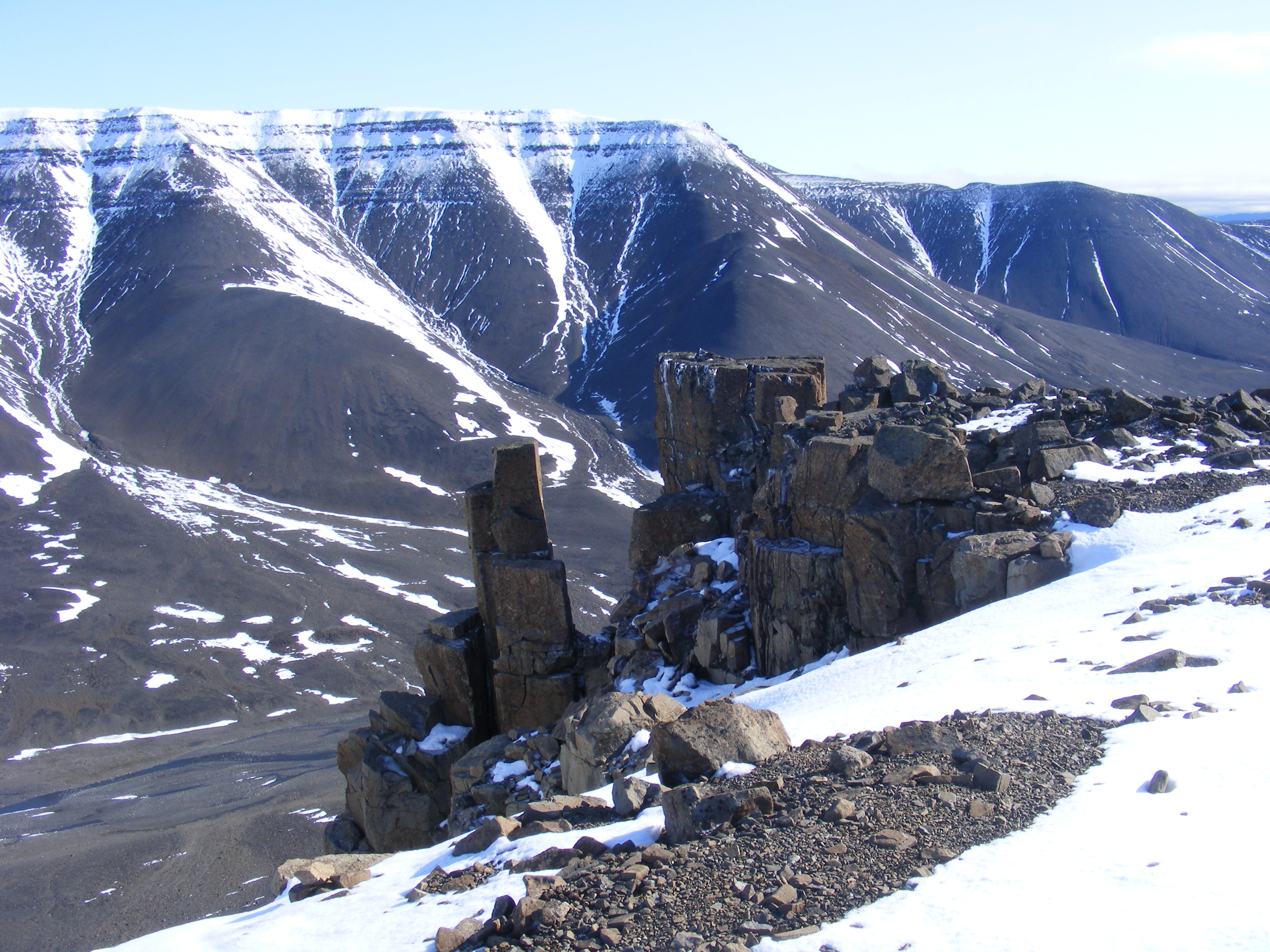
Veduta dei Monti Byrranga